# Far West
Die Far West war ein Raddampfer, der von 1870 bis 1883 auf dem oberen Missouri und den Armen des Yellowstone River in Dakota- sowie Montana-Territorium verkehrte. Sie wurde dadurch berühmt, dass sie Nachrichten und Verletzte der Schlacht am Little Big Horn nach  Bismarck brachte und damit zu einem Wahrzeichen des Transportes der Vor-Eisenbahn-Ära wurde.
Die Far West war leicht, stark und schnell. Sie war als schnelles Boot bekannt, weil sie einen in Relation starken Motor, einen Rumpf mit geringem Strömungswiderstand und durch ihre niedrigen Aufbauten einen kleinen Luftwiderstand hatte. Sie stellte eine Reihe von Geschwindigkeitsrekorden sowohl für flussauf- als auch -abwärts verlaufende Fahrten auf dem Missouri und dem Yellowstone auf. Neben dem geringen Tiefgang war es die Fähigkeit des „Grasshoppings“ (eine Technik, sich durch Einsatz von Spieren und Dampfspillen am Bug des Schiffes über Sandbänke zu ziehen), die sie in die Lage versetzte, durch besonders flache Kanäle und über Untiefen navigieren zu können. Hierdurch konnte sie andere Schiffe weit hinter sich lassen.
Das Schiff wurde ursprünglich von der Coulson Packet Line betrieben, die mit der Armee der Vereinigten Staaten in den 1870er Jahren einen Vertrag abgeschlossen hatte, Dampfschiffe, die Armee-Expeditionen auf dem Yellowstone River in Montana Territory unterstützen sollten, bereitzustellen. Auch die Far West wurde zusammen mit ihrem Schwesterschiff Josephine hierfür eingesetzt. Sie wurde dabei regelmäßig durch den zu dieser Zeit berühmten Kapitän und Lotsen Grant Marsh gelotst.
Ihren festen Platz sowohl in der Militär- als auch der Dampfschiffgeschichte erlangte die Far West im Krieg um die Black Hills. Sie wurde gemäß Vertrag eingesetzt, um eine Kolonne mit Infanterie- und Kavallerie-Einheiten unter General Alfred Terry, Colonel John Gibbon and Lt. Colonel George Armstrong Custer zu unterstützen. Diese Kolonne näherte sich auf der Suche nach einem großen Lager von Sioux and Cheyenne-Indianern, welches sich an den Nebenarmen südwärts bewegte, dem Yellowstone. Die Far West lieferte Ausrüstungsgegenstände, wurde aber auch durch General Terry als Hauptquartier sowie zur Truppenverlagerung über den Fluss genutzt. Am Abend des 21. Juni 1876 trafen sich Terry, Gibbon und Custer auf der Far West, um das weitere Vorgehen ihrer Mission zu besprechen. Sie beschlossen, dass Custer mit der 7. Kavallerie entlang des Rosebud-Tals in Richtung Bighorn-River vorgehen sollte, um die Indianer zu suchen. Diese Entscheidung führte letztendlich zu der berühmten Schlacht am Little Bighorn. Die Far West selbst gelangte über den Bighorn River zur Mündung des Little Bighorn, wo sie die Verwundeten der Schlacht aufnahm, darunter auch ein Pferd aus Custers untergegangenen Bataillon, Comanche, das es trotz seiner schweren Verletzungen lebend bis zur Far West geschafft hatte. Sie erreichte Bismarck nach einer Rekordreise von ca. 1.150 km in nur 54 Stunden und überbrachte neben den Verletzten auch die ersten Nachrichten über die verheerende Niederlage der 7. Kavallerie.
Nach 1876 wurde die Far West von der Coulson Packet Line verkauft. Sie fuhr weiterhin auf den Flüssen des Yellowstone und des Missouri, bis sie 1883 in der Nähe von St. Charles (Missouri) auf einen Aststumpf auflief und sank.